# IG Farben

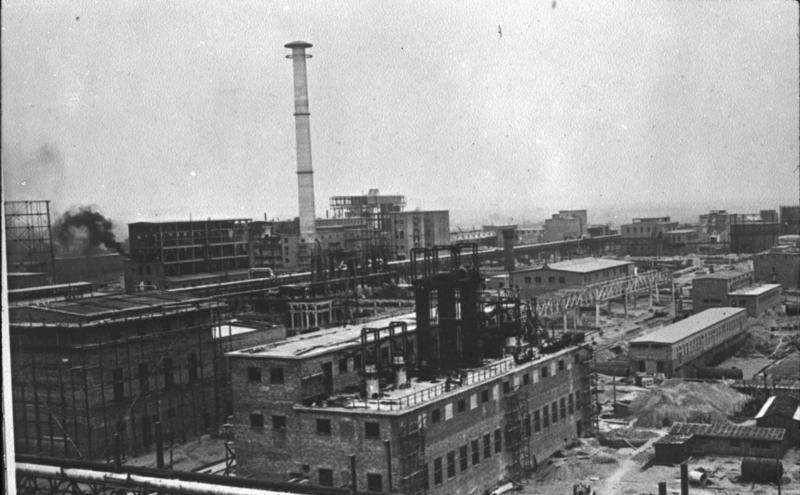
Fàbrica d'IG Farben a Monowitz (prop d'Auschwitz) el 1941

IG Farbenindustrie AG (versió curta de Interessengemeinschaft Farbenindustrie AG, "Sindicat de la indústria colorant", també anomenada IG Farbenfabriken) va ser un conglomerat alemany de companyies químiques. Va ser fundat el 1925, encara que les companyies més importants que el van formar havien estat treballant juntes des de la Primera Guerra Mundial.
La companyia va ser fundada per Carl Duisberg i Hermann Hummel. L'edifici IG Farben, oficina central del conglomerat a Frankfurt del Main, Alemanya, va ser completat el 1931. Inicialment, moltes d'aquestes companyies produïen colorants, però aviat van començar a investigar altres àrees de química, mantenint un quasi monopoli sobre la producció química.

## Productes
A l'Alemanya Nazi, van començar a produir el gas Zyklon B, verí que era comunament utilitzat en l'època per a espuçar. Durant l'Holocaust, aquest gas va ser usat com a agent letal en les cambres de gas dels camps d'extermini. El conglomerat va ser dissolt després de la Segona Guerra Mundial per decisió dels aliats a causa del treball esclau utilitzat en els processos de fabricació.
Altres productes van ser diversos tints i colorants, la goma de nitril, el poliuretà, el Prontosil (primera sulfamida terapèutica de la història), la cloroquina, el neurotòxic gas sarín, etc.
Els investigadors de la IG Farben van fer contribucions fonamentals al món de la química. Otto Bayer va descobrir la polimerització per a la síntesi del poliuretà el 1937, i diversos investigadors van rebre un Premi Nobel:
- Carl Bosch i Friedrich Bergius van rebre el de química el 1931 «en reconeixement de les seves contribucions en el desenvolupament dels mètodes de síntesi química a elevades pressions».[3]
- Gerhard Domagk va rebe el de medicina el 1939 «pel descobriment dels efectes antibacterians del Prontosil».[4]
- Kurt Alder va rebre el de química -juntament amb Otto Diels- el 1950 «pel seu treball en el desenvolupament de la síntesi de diens».[5]

## Dissolució del conglomerat
Agfa, BASF i Bayer van romandre en el negoci; Hoechst va iniciar el seu negoci químic el 1999 com a Celanese AG abans de fusionar-se amb Rhône-Poulenc per formar Aventis, que posteriorment es va fusionar amb Sanofi-Synthélabo per formar Sanofi. Dos anys abans, una altra part de Hoechst es va vendre el 1997 a la derivació química de Sandoz, la Clariant amb seu a Muttenz (Suïssa). Les empreses successores segueixen sent algunes de les empreses químiques i farmacèutiques més importants del món